# Синицкий, Павел Анисифорович
Павел Анисифорович Синицкий — командир отделения взвода пешей разведки 577-го стрелкового полка (205-я стрелковая дивизия, 19-я армия, 2-й Белорусский фронт) сержант.

## Биография
Павел Анисифорович Синицкий родился 12 июля 1923 года в крестьянской семье в деревне Синики Сольвычегодского уезда Северо-Двинской губернии (в настоящее время Устьянский район Архангельской области). Окончил 7 классов школы. Переехал в Ленинград, где работал электросварщиком на заводе имени Егорова.
В 1942 году Кольским райвоенкоматом Мурманской области он был призван в ряды Красной армии. С 25 июня 1942 года на фронтах Великой Отечественной войны.
В период с 29 июня по 6 июля 1944 года командир отделения конной разведки сержант Синицкий, действуя со своим отделением в составе разведгруппы в районе Елетьозера (Лоухский район, Карело-Финская ССР) добывал ценные сведения о противнике. 4 июля 1944 года со своим отделением отразил 4 атаки противника. Сам лично в этих боях уничтожил 13 солдат и 1 офицера противника. Приказом по 205-й стрелковой дивизии Карельского фронта от 4 августа 1944 года он был награждён орденом Славы 3-й степени.
В боях 18—20 сентября 1944 года помощник командира взвода пешей разведки Синицкий в боях в районе Топозеро возле Кестеньги добывал ценные сведения о противнике, способствуя успешному наступлению полка. Приказом по 19-й армии Карельского фронта от 22 февраля 1945 года он был награждён орденом Славы 2-й степени.
18 марта 1945 года под Гдыней, сержант Синицкий находясь в разведке со своим отделением, столкнулся с превосходящими силами противника и принял неравный бой. Огнём своего автомата он уничтожил 6 солдат противника. В этом бою был ранен, но поля боя не покинул, пока боевая задача не была выполнена. Указом Президиума Верховного Совета СССР от 29 июня 1945 года он был награждён орденом Славы 1-й степени.
В 1945 году сержант Синицкий демобилизовался Вернулся на родину, работал в тракторной бригаде на Дмитриевской МТС, затем председателем артели.
Скончался Павел Анисифорович Синицкий 16 августа 1964 года. Похоронен на кладбище деревни Синики Устьянского района Архангельской области.

## Память
- В память о Синицком на здании 8-летней школы в деревне Синики установлена мемориальная доска
- Улица посёлка Кизема Устьянского района названа именем Павла Синицкого.[2]